# 2015 en athlétisme
Cet article récapitule les faits marquants de l'année 2015 en athlétisme, les grandes compétitions de l'année, les records mondiaux et continentaux battus en 2015 et les décès d'athlètes survenus cette même année.

## Compétitions

### Mondiales
| Compétition                                 | Lieu         | Date                  |
| ------------------------------------------- | ------------ | --------------------- |
| Championnats du monde                       | Pékin        | 22 au 30 août 2015    |
| Relais mondiaux                             | Nassau       | 2 et 3 mai 2015       |
| Championnats du monde de cross              | Guiyang      | 28 mars 2015          |
| Championnats du monde universitaires        | Gwangju      | 8 au 12 juillet 2015  |
| Championnats du monde cadets                | Cali         | 22 au 27 juillet 2015 |
| Championnats du monde de course en montagne | Betws-y-Coed | 19 septembre 2015     |

### Continentales

#### Afrique
| Compétition                    | Lieu        | Date |
| ------------------------------ | ----------- | ---- |
| Jeux africains                 | Brazzaville |      |
| Championnats d'Afrique juniors | Addis-Abeba |      |

#### Amérique du Nord et centrale
| Compétition        | Lieu     | Date |
| ------------------ | -------- | ---- |
| Championnats NACAC | San José |      |

#### Amérique du Sud
| Compétition                    | Lieu | Date |
| ------------------------------ | ---- | ---- |
| Championnats d'Amérique du Sud | Lima |      |

#### Asie
| Compétition         | Lieu  | Date |
| ------------------- | ----- | ---- |
| Championnats d'Asie | Wuhan |      |

#### Europe
| Compétition                            | Lieu            | Date        |
| -------------------------------------- | --------------- | ----------- |
| Championnats d'Europe en salle         |                 |             |
| Coupe d'Europe hivernale des lancers   |                 |             |
| Championnats d'Europe espoirs          |                 |             |
| Championnats d'Europe de cross-country | Hyères (France) | 13 décembre |
| Coupe d'Europe des lancers             |                 |             |

#### Océanie
- Athlétisme aux Jeux du Pacifique de 2015, Port Moresby

## Autres compétitions continentales
- Championnats d'Afrique de marche, Maurice, 11 et 12 avril
- Championnats d'Océanie, seniors et cadets, Cairns, Australie, du 8 au 10 mai 2015,
- Coupe panaméricaine de marche, Arica, Chili, 17 mai 2015
- Coupe d'Europe de marche, 11e édition, Murcie, Espagne, 30 et 31 mai 2015
- Coupe d'Europe du 10 000 m, 19e édition, Chia, Italie, 6 juin
- Marathon et semi-marathon d'Océanie, Gold Coast, Australie, 5 juillet,
- Championnats panaméricains juniors, Edmonton, Canada, 31 juillet au 2 août
- 22e Championnats d'Europe de cross, Toulon, Hyères, France le 13 décembre.
- Premier Marathon à Dakar sur l’autoroute de l’avenir Eiffage, Sénégal les 13 et 14 février 2016

## Records

### Records du monde
| Épreuve           | Athlète           | Nation     | Performance     | Compétition                    | Lieu         | Date            | Réf. |
| ----------------- | ----------------- | ---------- | --------------- | ------------------------------ | ------------ | --------------- | ---- |
| Décathlon         | Ashton Eaton      | États-Unis | 9 045 pts       | Championnats du monde          | Pékin        | 29 août 2015    |      |
| 20 km marche      | Yohann Diniz      | France     | 1 h 17 min 2 s  |                                | Arles        | 8 mars 2015     |      |
| 20 km marche      | Yusuke Suzuki     | Japon      | 1 h 16 min 36 s | Championnats du monde en salle | Nomi         | 15 mars 2015    |      |
| 1 500 m           | Genzebe Dibaba    | Éthiopie   | 3 min 50 s 07   | Herculis                       | Monaco       | 17 juillet 2015 |      |
| 15 km             | Florence Kiplagat | Kenya      | 46 min 14 s     |                                | Barcelone    | 15 février 2015 |      |
| 20 km             | Florence Kiplagat | Kenya      | 1 h 01 min 54 s |                                | Barcelone    | 15 février 2015 |      |
| Semi-marathon     | Florence Kiplagat | Kenya      | 1 h 05 min 09 s |                                | Barcelone    | 15 février 2015 |      |
| Lancer du marteau | Anita Wlodarczyk  | Pologne    | 79,83 m         |                                | Wrocław      | 27 juin 2015    |      |
| Lancer du marteau | Anita Wlodarczyk  | Pologne    | 81,08 m         |                                | Władysławowo | 1er août 2015   |      |
| 20 km marche      | Liu Hong          | Chine      | 1 h 24 min 38 s |                                | La Corogne   | 6 juin 2015     |      |

## Bilans

### En plein air

#### Hommes
| Épreuve           | Athlète                                                  | Nation             | Performance     | Lieu         | Date              |
| ----------------- | -------------------------------------------------------- | ------------------ | --------------- | ------------ | ----------------- |
| 100 m             | Justin Gatlin                                            | États-Unis         | 9 s 74          | Doha         | 15 mai 2015       |
| 200 m             | Usain Bolt                                               | Jamaïque           | 19 s 55         | Pékin        | 27 août 2015      |
| 400 m             | Wayde van Niekerk                                        | Afrique du Sud     | 43 s 48         | Pékin        | 26 août 2015      |
| 800 m             | Amel Tuka                                                | Bosnie-Herzégovine | 1 min 42 s 51   | Monaco       | 17 juillet 2015   |
| 1 500 m           | Asbel Kiprop                                             | Kenya              | 3 min 26 s 69   | Monaco       | 17 juillet 2015   |
| Mile              | Ayanleh Souleiman                                        | Djibouti           | 3 min 51 s 10   | Eugene       | 30 mai 2015       |
| 3 000 m           | Mohamed Farah                                            | Royaume-Uni        | 7 min 34 s 66   | Londres      | 24 juillet 2015   |
| 5 000 m           | Yomif Kejelcha                                           | Éthiopie           | 12 min 53 s 98  | Bruxelles    | 11 septembre 2015 |
| 10 000 m          | Mohamed Farah                                            | Royaume-Uni        | 26 min 50 s 97  | Eugene       | 29 mai 2015       |
| Semi-marathon     | Abraham Cheroben                                         | Kenya              | 59 min 10 s     | Valence      | 18 octobre 2015   |
| Marathon          | Eliud Kipchoge                                           | Kenya              | 2 h 04 min 00 s | Berlin       | 27 septembre 2015 |
| 110 m haies       | Orlando Ortega                                           | Espagne            | 12 s 94         | Saint-Denis  | 4 juillet 2015    |
| 400 m haies       | Nicholas Bett                                            | Kenya              | 47 s 79         | Pékin        | 25 août 2015      |
| 3 000 m steeple   | Jairus Birech                                            | Kenya              | 7 min 58 s 83   | Saint-Denis  | 4 juillet 2015    |
| Saut en hauteur   | Mutaz Essa Barshim                                       | Qatar              | 2,41 m          | Eugene       | 30 mai 2015       |
| Saut à la perche  | Renaud Lavillenie                                        | France             | 6,05 m          | Eugene       | 30 mai 2015       |
| Saut en longueur  | Jeff Henderson                                           | États-Unis         | 8,52 m          | Toronto      | 22 juillet 2015   |
| Triple saut       | Christian Taylor                                         | États-Unis         | 18,21 m         | Pékin        | 27 août 2015      |
| Lancer du poids   | Joseph Kovacs                                            | États-Unis         | 22,56 m         | Monaco       | 17 juillet 2015   |
| Lancer du disque  | Piotr Malachowski                                        | Pologne            | 68,29 m         | Władysławowo | 1er août 2015     |
| Lancer de marteau | Pawel Fajdek                                             | Pologne            | 83,93 m         | Szczecin     | 9 août 2015       |
| Lancer de javelot | Julius Yego                                              | Kenya              | 92,72 m         | Pékin        | 26 août 2015      |
| 20 km marche      | Yusuke Suzuki                                            | Japon              | 1 h 16 min 36 s | Nomi         | 15 mars 2015      |
| 50 km marche      | Matej Tóth                                               | Slovaquie          | 3 h 34 min 38 s | Dudince      | 21 mars 2015      |
| Relais 4 × 100 m  | Nesta Carter Asafa Powell Nickel Ashmeade Usain Bolt     | Jamaïque           | 37 s 36         | Pékin        | 29 août 2015      |
| Relais 4 × 400 m  | David Verburg Tony McQuay Bryshon Nellum LaShawn Merritt | États-Unis         | 2 min 57 s 82   | Pékin        | 30 août 2015      |
| Décathlon         | Ashton Eaton                                             | États-Unis         | 9 045 pts       | Pékin        | 29 août 2015      |

#### Femmes
| Épreuve           | Athlète                                                                          | Nation     | Performance     | Lieu         | Date              |
| ----------------- | -------------------------------------------------------------------------------- | ---------- | --------------- | ------------ | ----------------- |
| 100 m             | Shelly-Ann Fraser-Pryce                                                          | Jamaïque   | 10 s 74         | Saint-Denis  | 4 juillet 2015    |
| 200 m             | Dafne Schippers                                                                  | Pays-Bas   | 21 s 63         | Pékin        | 28 août 2015      |
| 400 m             | Allyson Felix                                                                    | États-Unis | 49 s 26         | Pékin        | 27 août 2015      |
| 800 m             | Eunice Sum                                                                       | Kenya      | 1 min 56 s 99   | Saint-Denis  | 4 juillet 2015    |
| 1 500 m           | Genzebe Dibaba                                                                   | Éthiopie   | 3 min 50 s 07   | Monaco       | 17 juillet 2015   |
| Mile              | Faith Kipyegon                                                                   | Kenya      | 4 min 16 s 71   | Bruxelles    | 11 septembre 2015 |
| 3 000 m           | Almaz Ayana                                                                      | Éthiopie   | 8 min 22 s 22   | Rabat        | 14 juin 2015      |
| 5 000 m           | Almaz Ayana                                                                      | Éthiopie   | 14 min 14 s 32  | Shanghai     | 17 mai 2015       |
| 10 000 m          | Gelete Burka                                                                     | Éthiopie   | 30 min 49 s 68  | Hengelo      | 17 juin 2015      |
| Semi-marathon     | Florence Kiplagat                                                                | Kenya      | 1 h 05 min 09 s | Barcelone    | 15 février 2015   |
| Marathon          | Gladys Cherono                                                                   | Kenya      | 2 h 19 min 25 s | Berlin       | 27 septembre 2015 |
| 100 m haies       | Sharika Nelvis                                                                   | États-Unis | 12 s 34         | Eugene       | 26 juin 2015      |
| 400 m haies       | Zuzana Hejnová                                                                   | Tchéquie   | 53 s 50         | Pékin        | 26 août 2015      |
| 3 000 m steeple   | Habiba Ghribi                                                                    | Tunisie    | 9 min 05 s 36   | Bruxelles    | 11 septembre 2015 |
| Saut en hauteur   | Anna Chicherova                                                                  | Russie     | 2,03 m          | Lausanne     | 9 juillet 2015    |
| Saut à la perche  | Yarisley Silva                                                                   | Cuba       | 4,91 m          | Beckum       | 2 août 2015       |
| Saut en longueur  | Tianna Bartoletta                                                                | États-Unis | 7,14 m          | Pékin        | 28 août 2015      |
| Triple saut       | Yekaterina Koneva                                                                | Russie     | 15,04 m         | Eugene       | 30 mai 2015       |
| Lancer du poids   | Christina Schwanitz                                                              | Allemagne  | 20,77 m         | Pékin        | 20 mai 2015       |
| Lancer du disque  | Denia Caballero                                                                  | Cuba       | 70,65 m         | Bilbao       | 20 juin 2015      |
| Lancer de marteau | Anita Wlodarczyk                                                                 | Pologne    | 81,08 m         | Władysławowo | 1er août 2015     |
| Lancer de javelot | Katharina Molitor                                                                | Allemagne  | 67,69 m         | Pékin        | 30 août 2015      |
| 20 km marche      | Liu Hong                                                                         | Chine      | 1 h 24 min 38 s | La Corogne   | 6 juin 2015       |
| Relais 4 × 100 m  | Veronica Campbell-Brown Natasha Morrison Elaine Thompson Shelly-Ann Fraser-Pryce | Jamaïque   | 41 s 07         | Pékin        | 29 août 2015      |
| Relais 4 × 400 m  | Christine Day Shericka Jackson Stephenie Ann McPherson Novlene Williams-Mills    | Jamaïque   | 3 min 19 s 13   | Pékin        | 30 août 2015      |
| Heptathlon        | Brianne Theisen Eaton                                                            | Canada     | 6 808 pts       | Götzis       | 31 mai 2015       |